# Aeroporto Internacional de Xiraque
O Aeroporto Internacional de Xiraque (em armênio: Շիրակ Միջազգային Oդանավակայան; romaniz.: Širak Miǰazgayin Odanavakayan), (IATA: LWN, ICAO: UDSG) é um aeroporto internacional que atende Guiumri e a província de Xiraque, na Armênia. Fica a cerca de cinco quilômetros do centro de Guiumri. O aeroporto foi inaugurado em 1961, e é o segundo maior aeroporto do país, depois do Aeroporto Internacional de Zvartnots, em Erevã.